# شبه‌جزیره سوکس
شبه‌جزیره سوکس یک شبه‌جزیره کوهستانی در کناره شمالی پوناپی، ایالات فدرال میکرونزی است. این منطقه در گذشته یک آبخوست جداگانه بوده، اما امروز با یک گذرگاه ساخته انسان و منطقه‌های درختکاری شده، به آبخوست اصلی وصل است. «کانال دائو مواُکُته» به درازای ۱۵۷۰ متر از میان منطقه‌های درختکاری شده می‌گذرد و به غیر از بخش باختری، تنها چند متر پهنا دارد.
این منطقه در اختیار شهرداری سوکس است و در باختر کولونیا قرار دارد. دهکده‌های واقع در این شبه‌جزیره: رئو، آهسیا، سولدی، کاموله، موالک، رویه، نانیر، کپیندائو، و دانیپی هستند.
صخره سوکس یکی از پر آوازه‌ترین زمین‌چهره‌های میکرونزی است. همچنین شورش سوکس در این منطقه اتفاق افتاد. شورش سوکس، شورشی از سوی مردمان بومی بود که در سال ۱۹۱۰ علیه نیروهای امپراتوری استعماری آلمان به پا خاستند. این شورش در اوایل سال ۱۹۱۱ سرکوب شد. در پی این سرکوب ۱۵ نفر از شورشیان اعدام شده و صدها نفر از ساکنان سوکس به پالائو تبعید شدند.